# لوتارنژی
لوتارنژی (به فرانسوی: Lotharingie) نام دولتی کوتاه‌مدت با نظام پادشاهی در سده‌های میانه بود. این پادشاهی وارث امپراتوری کارولنژی بوده و دربرگیرندهٔ سرزمین‌های پست ساحلی اروپا (نیمه شرقی بلژیک و نیمه جنوبی هلند)، لوکزامبورگ، لورن، آلزاس، بورگونی، پروانس و بخش‌هایی از ایتالیا بود. پس از تقسیم امپراتوری فرانک توسط لوئی یکم، بین سه پسرش، لوتار یکم این سرزمین را دریافت کرد. این نام پس از پادشاه لوتار دوم و تقسیم فرانک میانی به سه پادشاهی ایتالیا، لوتارنژی و پروانس، بر قسمت بزرگتر و شمالی این پادشاهی اطلاق شد.

## تاریخچه
لوتارنژی در ۸۵۵ میلادی از انضمام سرزمین‌های جداشدهٔ فرانک میانی تشکیل‌شد. نخستین فرمانروای این سرزمین لوتار دوم بود که این کشور را از پدرش لوتار یکم به ارث می‌برد. در ۸۶۹ میلادی لوتار دوم مرد، بی‌انکه پسری مشروع از خود به‌جای بگذارد، در نتیجه پادشاهان فرانک خاوری و باختری - لوئی ژرمن و شارل تاس- این سرزمین را میان خود تقسیم نمودند. سپس پس از درگیری‌هایی این سرزمین به فرانک باختری واگذار شد.
در ۹۰۳ میلادی دوکی برای فرمانروایی بر لوتارنژی تعیین شد: گبهارد. پس از او جانشین دیگری به نام دوک رنیه یکم از سوی شارل ساده منصوب شد. در ۹۱۵ میلادی، شارل به رنیه لقب مارگراف داد. پس از او پسرش - ژیلبر-با لقب دوکی وارث پدر شد. در ۹۳۹ میلادی اتوی یکم به لوتارنژی تاخت. ژیلبر به نبرد با او پرداخت، ولی در نبرد آندرناخ از اتو شکست خورد و حکومتش برافتاد.